# Sadakatsiz
Sadakatsiz (no Brasil: Iludida) é uma telenovela turca dos gêneros drama e suspense psicológico produzida pela Med Yapım em parceria com Med Nova. A trama é escrita por Kemal Hamamcıoğlu e Dilara Pamuk na primeira temporada, contando com a colaboração de Arzu Daştan Mutlu, Mustafa Mutlu, Gamze Arslan, Elif Öner, Kubilay Kara, İrem Pelin Sönmezer e Nuriye Bilici na segunda temporada e é dirigida por Neslihan Yeşilyurt.
A produção é uma adaptação da série de televisão britânica Doctor Foster.
O folhetim foi exibido originalmente de 07 de outubro de 2020 à 25 de maio de 2022 em 60 episódios divididos em 2 temporadas.
Cansu Dere, Caner Cindoruk e Melis Sezen compartilham os papéis principais. 
A Madd Entertainment, uma joint venture criada pelas produtoras Med Yapım e Ay Yapım, é responsável pela distribuição internacional da produção.

## Sinopse
A trama gira em torno de Asya, uma médica respeitada, que começa a suspeitar da infidelidade de seu marido: Volkan. Conforme ela aprofunda suas investigações, segredos sombrios são revelados, levando a consequências devastadoras.

## Exibição
Foi exibida originalmente pela emissora turca Kanal D de 07 de outubro de 2020 à 25 de maio de 2022 em 60 episódios divididos em 2 temporadas.

#### Exibição no Brasil
No Brasil chegou primeiro pelo streaming anteriomente designado como HBO MAX em novembro de 2022. Foi reeditada em duas temporadas com capítulos mais curtos, sendo 78 da primeira temporada e 71 da segunda, totalizando 149 capítulos na versão internacional.
Foi exibida pela primeira vez no canal fechado TNT Novelas entre 26 de junho de 2023 à 17 de janeiro de 2024, em 149 capítulos, sendo substituída por Yargi – Segredos de Família. Ela foi a primeira novela a estrear no canal.
Foi exibida pela segunda vez pelo TNT Novelas entre 01 de abril à 25 de outubro de 2024, substituindo Um Milagre entre os dias 28 de outubro e 01 de novembro foram reapresentados os cinco últimos capítulos da segunda temporada até ser substituída por Será Isso Amor?.
Está sendo exibida pela terceira vez pelo TNT Novelas agora somente aos sábados desde 26 de julho de 2025 das 19h às 22h. 
Será exibida em TV aberta pela Record a partir de outubro de 2025, substituindo A Vida de Jó. 

## Elenco
- Cansu Dere como Asya Yilmaz
- Caner Cindoruk como Volkan Arslan
- Melis Sezen como Derin Güçlü
- Özge Özder como Derya Samanli
- Gözde Seda Altuner como Gönül Güçlü
- Nazli Bulum como Nil Tetik
- Taro Emir Tekin como Selçuk Dağcı
- Alp Akar como Ali Arslan
- Meltem Baytok como Cavidan
- Zerrin Nişancı como Nevin
- Doğan Can Sarıkaya como Demir Güçlü
- Yaren Vera Salma como Zeynep Arslan
- Gamze Büyükbaşoğlu como Pelin
- Berkay Ateş como Aras Ateşoğlu
- Aslı Orcan como Leyla Ateşoğlu
- Burak Sergen como Haluk Güçlü
- Yeliz Kuvanci como Bahar Erginer
- Ali İl como Melih Erginer
- Mahmut Gökgöz como Altan Saygıner
- Kenan Ece como Turgay Güngör
- Aydan Taş como Didem Aktaş
- Bennu Yıldırımlar como Asya Günalan
- Onur Berk Arslanoğlu como Faruk Günçay
- Nomeie Önal como Nazan Günçay
- Melisa Döngel como Hicran Dağcı
- Cemal Hünal como Sinan Taşkıran
- Olcay Yusufoğlu como Serap Şenlik
- Eren Vurdem como Mert Gelik
- Dora Dalgiç como Selen
- Ceren Çiçek como İpek